# Яндрокович, Гордан
 Гордан Яндрокович  (хорв. Gordan Jandroković; 2 августа 1967, Бьеловар) — хорватский политик и дипломат, председатель сабора с 5 мая 2017 года, бывший заместитель премьер-министра хорватского правительства, бывший министр иностранных дел и европейской интеграции.

## Биография
Окончил факультет гражданского строительства (1991) и факультет политических наук (1993) Загребского университета.
С 1994 до 2000 года работал в Министерстве иностранных дел Хорватии, и некоторое время был заведующим канцелярии тогдашнего заместителя министра Иво Санадера.
На хорватских парламентских выборах в 2003 году избран депутатом в хорватского парламента. Был председателем Комитета экономики, развития и восстановления, председателем Комитета внешней политики и главой делегации парламента Хорватии в Соединённом парламентском комитете  Хорватский сабор — Европейский парламент.
На парламентских выборах в 2007 году избирался депутатом по второму избирательному округу. 12 января 2008 года был назначен министром иностранных дел и европейской интеграции (депутатский мандат приостановлён).
Член ХДС с 1992 года, а с 2004 стал членом президиума партии.
5 мая 2017 года стал председателем хорватского парламента.
Женат, имеет троих детей. Свободно разговаривает на английском языке и пассивно пользуется итальянским.

## Награды
- Орден князя Ярослава Мудрого II степени (21 октября 2022 года, Украина) — за значительные личные заслуги в укреплении межгосударственного сотрудничества, поддержку государственного суверенитета и территориальной целостности Украины, весомый вклад в популяризацию Украинского государства в мире[1].